# 마리 드 부르봉몽팡시에 여공작
몽팡시에 여공작 마리 드 부르봉(Marie de Bourbon, Mademoiselle de Montpensier, 1605년 10월 15일 ~ 1627년 6월 4일)은 프랑스의 귀족으로, 오를레앙 공 가스통의 첫 번째 아내이다. 발루아 왕가의 장 2세의 혈통을 잇는 오래된 가문이자 부르봉 왕가의 분가인 부르봉몽팡시에가의 마지막 후손으로 앙리 드 부르봉 공작의 외동딸로 태어났다. 1608년 아버지가 죽자 몽팡시에 공작가의 상속인이 되었다.
마리는 본래 앙리 4세의 차남 오를레앙 공 니콜라 앙리의 정혼자였으나 니콜라 앙리는 1611년에 요절하였다. 마리는 몽팡시에 가의 막대한 재산을 상속할 유일한 후계자였기 때문에 루이 13세와 리슐리외 추기경은 마리를 니콜라 앙리의 동생인 가스통과 결혼시키려 했다. 가스통은 이 정략 결혼을 내키지 않아 했으나 두 사람은 1626년 8월 6일 낭트에서 결혼했다. 이 결혼식에는 루이 13세와 그 왕비인 안 도트리슈, 루이 13세와 가스통의 모후인 마리 드 메디시스 등이 참석했다.
이듬해인 1627년 마리는 딸 안 마리 루이즈를 낳고 얼마 되지 않아 죽었다. 그녀는 생드니 대성당에 묻혔다.
| 전임 몽팡시에 공작 앙리 드 부르봉 | 몽팡시에 여공작 1608년 2월 27일 ~ 1626년 8월 6일 | 후임 안 마리 루이즈 도를레앙 |

| 전임 카트린 드 메디시스 | 오를레앙 공작 부인 1626년 8월 6일 ~ 1627년 6월 4일 | 후임 로렌의 마르그리트 |